# Grim Fandango
Grim Fandango er et adventurespil af LucasArts fra 1998, som finder sted i et film noir-univers bygget på en Mayamytologi, hvori de døde i fire år skal rejse gennem ni underverdener. Jo bedre liv de har ført des mere behagelig rejse.
Hovedpersonen Manuel Calavera sælger rejser gennem underverdenerne, da han opdager korruption i organisationen.
Spillet lægger stor vægt på at opnå den rette noirstemning igennem design og musik. Der er hyppige henvisninger til film såsom Casablanca.
Spillet er skrevet af spildesigneren Tim Schafer, som der blandt andet også står bag det nyere spil Psychonauts og Brutal Legend. Historien i spillet består af 7.000 linjers stemmelagt dialog.